# Eleccions estatals d'Hamburg de 2020
El 23 de febrer de 2020, es van celebrar eleccions estatals a Hamburg, Alemanya, pel 22è període legislatiu del Parlament d'Hamburg després de la Segona Guerra Mundial. Triomfen els socialdemocràtes liderats per Peter Tschentscher, seguits pels Verds liderats Katharina Fegebank que van duplicar els vots. En canvi, els resultats dels partits la Unió Demòcrata Cristiana d'Alemanya (UDC) i el partit d'extrema dreta Alternativa per Alemanya (AfD) es van veure empitjorats.

Partit més votat per districte

## Resultats
| Partit       | Partit                                                          | Vots de llista | Vots de llista | Vots de llista | Vots de llista | Vots de llista | Vots directes | Vots directes | Vots directes | Vots directes | Vots directes | Total d'escons | Total d'escons |
| Partit       | Partit                                                          | Vots           | %              | /+−            | Escons         | /+−            | Vots          | %             | /+−           | Escons        | /+−           | Total          | /+−            |
| ------------ | --------------------------------------------------------------- | -------------- | -------------- | -------------- | -------------- | -------------- | ------------- | ------------- | ------------- | ------------- | ------------- | -------------- | -------------- |
|              | Partit Socialdemòcrata d'Alemanya (SPD)                         | 1.593.825      | 39,2           | −6,3           | 26             | +3             | 1.403.351     | 34,9          | −6,1          | 28            | −7            | 54             | −4             |
|              | Aliança 90/Els Verds (Grüne)                                    | 981.628        | 24,2           | +11,9          | 13             | +11            | 1.032.826     | 25,7          | +11,0         | 20            | +7            | 33             | +18            |
|              | Unió Demòcrata Cristiana d'Alemanya (CDU)                       | 453.717        | 11,2           | −4,7           | —              | −2             | 605.273       | 15,1          | −4,6          | 15            | −3            | 15             | −5             |
|              | Die Linke (Linke)                                               | 368.683        | 9,1            | +0,6           | 6              | −1             | 446.600       | 11,1          | +1,8          | 7             | +3            | 13             | +2             |
|              | Alternativa per a Alemanya (AfD)                                | 215.306        | 5,3            | −0,8           | 7              | −1             | 217.201       | 5,4           | −0,8          | —             | ±0            | 7              | −1             |
|              | Partit Democràtic Lliure (FDP)                                  | 202.059        | 4,9            | −2,5           | —              | −8             | 220.031       | 5,5           | −0,8          | 1             | ±0            | 1              | −8             |
|              | Die Partei (PARTEI)                                             | 56.755         | 1,4            | +0,5           | —              | —              | —             | —             | —             | —             | —             | —              | —              |
|              | Volt Hamburg (Volt)                                             | 52.361         | 1,3            | nou            | —              | nou            | 25.524        | 0,6           | nou           | —             | nou           | —              | nou            |
|              | Partit Ecològic-Democràtic (ÖDP)                                | 27.617         | 0,7            | +0,3           | —              | —              | 25.903        | 0,6           | —             | —             | —             | —              | —              |
|              | Partit Ésser humà, Medi ambient i Protecció dels Animals (Tier) | 27.200         | 0,7            | nou            | —              | nou            | —             | —             | nou           | —             | nou           | —              | nou            |
|              | Votants Lliures (FW)                                            | 25.023         | 0,6            | nou            | —              | nou            | 16.357        | 0,4           | nou           | —             | nou           | —              | nou            |
|              | Partit d'Acció per al Benestar Animal - L'Original (Tierschutz) | 21.530         | 0,5            | nou            | —              | nou            | —             | —             | nou           | —             | nou           | —              | nou            |
|              | Partit Pirata d'Alemanya (Piraten)                              | 20.559         | 0,5            | −1,1           | —              | —              | 17.575        | 0,4           | —             | —             | —             | —              | —              |
|              | Partit dels Humanistes (Humanisten)                             | 8.354          | 0,2            | nou            | —              | nou            | —             | —             | nou           | —             | nou           | —              | nou            |
|              | Partit per a la Recerca en Salut (Gesundheit)                   | 7.759          | 0,2            | nou            | —              | nou            | —             | —             | nou           | —             | nou           | —              | nou            |
|              | Democràcia en Moviment (DiB)                                    | —              | —              | —              | —              | —              | 2.808         | 0,1           | nou           | —             | nou           | —              | nou            |
|              | Món Humà                                                        | —              | —              | —              | —              | —              | 1.702         | 0,0           | nou           | —             | nou           | —              | nou            |
|              | Sedat Ayhan                                                     | —              | —              | —              | —              | —              | 1.067         | 0,0           | nou           | —             | nou           | —              | nou            |
|              | Partit Socioliberal Democràtic (SLDP)                           | —              | —              | —              | —              | —              | 653           | 0,0           | nou           | —             | nou           | —              | nou            |
| Total        | Total                                                           | 4.062.376      | 100,0          | —              | 52             | +2             | 4.016.871     | 100,0         | —             | 71            | —             | 123            | +2             |
| Vots vàlids  | Vots vàlids                                                     | 820.236        | 98,9           | +1,7           | —              | —              | 812.183       | 97,9          | +0,7          | —             | —             | —              | —              |
| Vots nuls    | Vots nuls                                                       | 8.737          | 1,1            | −1,7           | —              | —              | 15.389        | 2,1           | −0,7          | —             | —             | —              | —              |
| Participació | Participació                                                    | 829.497        | 63,0           | +6,5           | —              | —              | 829.497       | 63,0          | +6,5          | —             | —             | —              | —              |
| Inscrits     | Inscrits                                                        | 1.316.691      | 1.316.691      | 1.316.691      | 1.316.691      | 1.316.691      | 1.316.691     | 1.316.691     | 1.316.691     | 1.316.691     | 1.316.691     | 1.316.691      | 1.316.691      |